# Влечение (фильм)
«Влечение» (фр.  Partir) — романтическая драма французского режиссёра Катрин Корсини, вышедшая на экран в 2009 году.
В 2010 году, за роль в этом фильме, Кристин Скотт Томас номинировалась на премию «Сезар» в категории «лучшая актриса».

## Сюжет
Устав от скуки тихой семейной жизни, Сюзанн решает возобновить врачебную практику. Её муж нанимает рабочего для оборудования будущего кабинета. Между ним и Сюзанн возникает взаимное влечение, из-за чего вся размеренная жизнь женщины рушится в один момент.

## В ролях
| Актёр               | Роль         |
| ------------------- | ------------ |
| Кристин Скотт Томас | Сюзанн       |
| Серхи Лопес         | Иван         |
| Иван Атталь         | Сэмюэл       |
| Бернар Бланкан      | Реми         |
| Аладин Райбел       | Дюбрюи       |
| Александр Видал     | Давид        |
| Дейзи Брум          | Мэрион       |
| Жерар Лартиго       | Лагаш        |
| Женевьев Казиль     | мать Сэмюэла |
| Филипп Лоденбак     | отец Сэмюэла |

## Восприятие
Кинокритик LA Times Кеннет Туран отмечал: «Если „Влечение“ — романтическая притча, то мрачная и депрессивная, подчёркивающая не чувственность влечения, а, скорее, навязчивую сторону романтического поведения».
По мнению Ольги Акустик («Новый взгляд»): «Могла бы получиться фирменная французская мелодрама, если бы кислое выражение лица англичанки К. Скотт Томас не вытеснило с экрана необходимые в таких случаях юмор и лёгкое отношение к происходящему, стереотипно присущее прекрасной половине лягушатников. Ни улыбнуться, ни поплакать. И даже задержать дыхание на эротических сценах не выйдет».